# 晋灵公墓
晋灵公墓，位于山西省运城市绛县磨里镇南刘家村，是中华人民共和国山西省文物保护单位之一。
1996年1月12日，授予山西省文物保护单位，是一座古墓葬。